# Židovský hřbitov v Uherském Hradišti
Židovský hřbitov v Uherském Hradišti byl založen v roce 1879.
Památník na místě bývalého židovského pohřebiště se nachází asi 1,5 km směrem na jihovýchod od centra města v místní části Sady, na jižním konci ulice Větrné při třídě Maršála Malinovského.
Hřbitov byl zničen příslušníky německé armády po transportu 325 Židů žijících ve městě do Terezína.
Uherskohradištská židovská komunita přestala existovat v roce 1941.